# Илуксте
Илуксте (произношение) (на латвийски: Ilūkste) е град в южна Латвия, намиращ се в историческата област Земгале и в административен район Даугавпилс. Градът се намира на 204 km от столицата Рига. През 1917 Балдоне получава статут на град.